# Ludo Loos
Ludo Loos (Essen, 13 januari 1955 – Brasschaat, 1 maart 2019) was een Belgisch wielrenner.

## Loopbaan
Loos was professional van 1976 tot 1985. Hij reed driemaal de Ronde van Frankrijk; in 1978, 1979 en 1980. Alleen de laatste keer reed hij de Tour uit en haalde hij een verdienstelijke achttiende plaats in het eindklassement. Hij won in deze ronde de bergetappe naar het skioord Prapoutel-Les Sept Laux.
Loos fietste in zijn carrière onder andere voor de C&A-ploeg van kopman Eddy Merckx. Vanaf 1984 was hij in dienst van het Spaanse team Dormilon. In de Ronde van Spanje 1985 reed hij tegen een hond, waarbij hij zwaar ten val kwam en een blessure aan een nekwervel opliep. Loos herstelde, maar zou zijn carrière niet meer voortzetten. 
Ludo Loos overleed in 2019 op 64-jarige leeftijd na een langdurige ziekte in een ziekenhuis in Brasschaat.

## Resultaten in voornaamste wedstrijden
| Jaar | Ronde van Italië | Ronde van Frankrijk | Ronde van Spanje |
| ---- | ---------------- | ------------------- | ---------------- |
| 1976 |                  |                     | 11e              |
| 1977 |                  |                     | 14e              |
| 1978 |                  | opgave              |                  |
| 1979 |                  | opgave              | 38e              |
| 1980 |                  | 18e (1)             |                  |
| 1981 | opgave           |                     |                  |
| 1983 | 69e              |                     |                  |
| 1984 |                  |                     | 38e              |
| 1985 |                  |                     | opgave           |

| Jaar | Milaan-San Remo | Luik-Bast.‑Luik | Brabantse Pijl |
| ---- | --------------- | --------------- | -------------- |
| 1976 |                 |                 |                |
| 1977 | 83e             |                 | 9e             |
| 1978 | 26e             | 47e             |                |
| 1979 |                 |                 |                |
| 1980 |                 |                 |                |
| 1981 |                 |                 |                |
| 1983 |                 |                 |                |
| 1984 |                 |                 |                |
| 1985 |                 |                 |                |